# 제4회 제천국제음악영화제
제4회 제천국제음악영화제는 2008년 8월 14일에 열린 시상식이다.

## 수상 및 후보

### 대상
- 로큰롤과 트랙터 - 브랑코 쥬리치 수상

### 심사위원 특별상
- 아버지의 음악 - 이고르 하이츠먼 수상

### 제천영화음악상
- 전정근 수상

### 시네 심포니
- 안테나 - Esteban Sapir
- 그레이트 월드 오브 사운드 - 크레이그 조벨
- 옴 샨티 옴 - 파라 칸
- 피아노, 솔로 - 리카르도 밀라니
- Tokyo Rhapsody - Isomura Itsumich 외 10명
- Reality, Love and Rock n'Roll - Upi Avianto
- Out of Tune - Walter Lima Jr.
- Nirvana - Igor Voloshin
- Falco -Quit Living on Dreams - Thomas Roth
- Estrellita - Metod Pevec
- Drumbeat - Adolfo B. Alix, Jr.
- Burned Hearts - Ahmed El Maanouni

### 세계 음악영화의 흐름
- 봄의 멜로디 - 마틴 월즈
- 노래혼 - 타나카 마코토
- 블루스를 부르는 시타 - 니나 페일리
- 로큰롤과 트랙터 - 브랑코 쥬리치
- 두 개의 눈을 가진 아일랜드 - 임진평
- Talking Guitars - Claire Pijman
- Stars - Hsu Ming-chun
- One Man in the Band - Adam Clitheroe
- The Man Who Loved Yngve - Stian Kristiansen
- A Father's Music - Igor Heitzmann

### 뮤직 인 사이트
- 메이드 인 자메이카 - Jerome Laperrousaz
- 헤이마 - 딘 데블로이스
- 부에노스 아이레스 탱고 카페 - 미구엘 코한
- 애니타 오데이 - 로비 카볼리나 외1명
- A Different Way: Tango with Rodolfo Mederos - Gabriel Szollosy
- Hair: Let the Sun Shine In - Pola Rapaport
- I Love Hip Hop in Morocco - Joshua Asen 외 1명
- Joaquin Sabina 19 Days & 500 Nights - Ram? Gieling
- Let's Get Lost - Bruce Weber
- The Red Elvis - Leopold Gr?
- Africa Unite - Stephanie Black
- Bob Marley: Exodus 77 - Anthony Wall

### 주제와 변주
- 춤추는 뉴욕 - 스탠리 도넌 외 1명
- 세인트 루이스에서 만나요 - 빈센트 미넬리
- 톱 햇 - 마크 샌드리치
- 42번가 - 로이드 베이콘
- 브로드웨이 멜로디 - 해리 보몬트
- 재즈 싱어 - 앨런 크로슬랜드
- Hollywood Singing and Dancing: A Musical History - Mark McLaughlin

### 패밀리 페스트
- 여름이 준 선물 - 이영재
- 갓파쿠와 여름방학을 - 하라 케이이치
- 강아지와 나의 열 가지 약속 - 모토키 가츠히데
- Mozart in China - Bernd Neuburger 외 1명

### 음악단편초대전
- 네쌍둥이 자살 - 강진아
- 소규모 옥상 밴드 - 박홍준
- 모나코 그늘 속에 28℃ - 김의균
- 여고생이다 - 박지완
- 도시 비둘기 - 김세연
- 둥둥둥 - 윤혜정
- 사운드 앤 더 레스트 - Andre Lavaquial
- 나는 뮤지컬이 싫어요 - 스튜어트 쉴
- D.I.Y - 로이스톤 탄
- DOCK 5 - Benjamin Devaux 외 2명
- Edward in Wonderland - Vincent Burgevin 외 1명
- Gimme Music, Gimme Shelter - Shawn Telford
- Hero, Wings Are Not Necessary to Fly - Angel Loza
- Jazz & Kayak - Ubbe Haavind
- Jazz Song - Jorge González Varela
- Play - Georges Schwizgebel
- Seems To Be - Bady Minck
- Song of Slomon - Emmanuel Shirinian
- The Sound and the Rest - Andre Lavaquial
- Three Boys - Leung Ming-kai
- Bomb!Bomb!Bomb! - 김곡 외 1명
- 김추자 - 무인도 - 지태경
- 즐거운 미자 - 박용두
- In the Cold Cold Night - 02 Metronome - 기채생
- Paradise, Paradise! - 김자인

### 제천 영화 음악상 특별전
- 돌아오지 않는 해병 - 이만희
- 팔도기생 - 김효천
- 아리랑 - 임원식

### 한국 음악영화의 오늘
- 기다리다 미쳐 - 류승진
- 즐거운 인생 - 이준익
- 아버지와 마리와 나 - 이무영
- 라듸오 데이즈 - 하기호
- 가루지기 - 신한솔
- 열세살, 수아 - 김희정